# Каменка (Белоярский муниципальный округ)
Каменка — посёлок в Белоярском районе Свердловской области России. Входит в Белоярский муниципальный округ.
Ранее посёлок входил в состав Режиковского сельсовета Белоярского района.

## География
Посёлок Каменка расположен вблизи левого берега реки Каменки (левого притока Пышмы), в 18 километрах к северу от посёлка Белоярского. Через посёлок проходит ветка Баженово — Изумруд Свердловской железной дороги. В посёлке расположен разъезд 23 км. В полутора километрах к востоку от посёлка Каменка проходит автодорога Белоярский — Асбест.

### Часовой пояс
Каменка, как и вся Свердловская область, находится в часовой зоне МСК+2. Смещение применяемого времени относительно UTC составляет +5:00.

## История
В 1966 году Указом Президиума ВС РСФСР посёлок шпалозавода переименован в Каменку.

## Население
| 2002 | 2010 | 2021 |
| ---- | ---- | ---- |
| 30   | ↘16  | ↗37  |

## Инфраструктура
В Каменке восемь улиц: Берёзовая, Болотная, Железнодорожная, Железнодорожников, Лесная, Привокзальная, Проезжая и Центральная; один переулок — Привокзальный.